# 中央東町
中央東町（ちゅうおうひがしまち）は、山形県酒田市に存在する町名である。郵便番号は998-0033。

## 人口と世帯
2017年（平成29年）6月30日現在の世帯数と人口は以下の通りである。
| 町丁     | 世帯数  | 人口  |
| -------- | ------- | ----- |
| 中央東町 | 110世帯 | 222人 |

## 地理
中央東町の周りに、東側で幸町や相生町、南側で二番町や中町、西側で中央西町、北側で御成町とそれぞれ接する。中央東町はJR酒田駅の西口側から幸町を挟んだ場所に位置する。

## 交通

### 道路
- 中央東町の西側（西隣の中央西町との境）で国道112号が通っている。
- また同町の北側（北隣の御成町との境）には山形県道41号酒田停車場線が通っている。

国道112号と山形県道41号は同町の北西側に位置する交差点で接しており、特に山形県道41号ではその交差点が起点である。なお、羽州浜街道もその交差点で接するが同町には通過しない（北の御成町などへ向かう）。

### バス
- 酒田市福祉乗合バス（るんるんバス、ぐるっとバス）の酒田駅大学線が酒田駅から山形県道41号に沿いながら中央東町内（北側）を走行している[4]。
- 庄内交通の湯野浜線などの一部のバス路線が酒田駅を経由しながら同町内にも走行している。

### 鉄道
中央東町内に駅はないが、JR東日本羽越本線酒田駅（東隣の幸町内）へ同町内から山形県道41号を東方向に沿うと着く。また酒田市福祉乗合バスや庄内交通の一部のバス路線を利用して同駅に向かうこともできる。

## 施設
- 清水製パン